# سوئد میانه شرقی

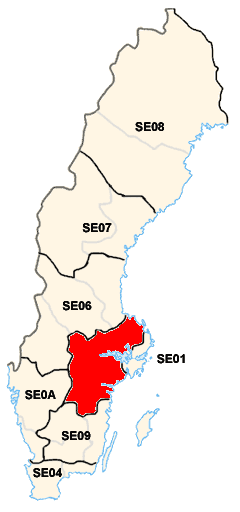
سوئد میانه شرقی

سوئد میانه شرقی (به سوئدی: Östra Mellansverige) یکی از ناحیه‌های سوئد است. ناحیه‌ها بخش‌هایی از فهرست آماری اتحادیه اروپا هستند.

## جغرافیا
این ناحیه در بخش مرکزی سوئد در نزدیکی استان و منطقه شهری استکهلم واقع شده است. ناحیه‌های سوئد میانه شمالی، سوئد غربی، اسملاند و جزیره‌ها و استکهلم با این ناحیه مرز مشترک دارند.
ار شهرهای مهم این ناحیه می‌توان به اوپسالا، واستراس، اوربرو، لینشوپینگ، نورشوپینگ، اسکیلستونا، نیشووینگ، موتالا و انشوپینگ اشاره کرد.

## تقسیمات
سوئد میانه شرقی از ۵ استان تشکیل شده است :
- اوربرو (مرکز: اوربرو)
- اوسترگوتلاند (مرکز: لینشوپینگ)
- سودرمانلاند (مرکز: نیشوپینگ)
- اوپسالا (مرکز: اوپسالا)
- وستمانلاند (مرکز: واستراس)